# Pycnarmon divaricata
Pycnarmon divaricata là một loài bướm đêm trong họ Crambidae.